# FIA-GT-Meisterschaft 2001
Die FIA-GT-Meisterschaft 2001 war die fünfte Saison der FIA-GT-Meisterschaft.
Der Saisonstart fand am 31. März 2001 in Monza statt. Das Finale wurde am 21. Oktober in Estoril ausgetragen.
Insgesamt wurden elf Rennen an Rennwochenenden in Italien, Tschechien, Frankreich, Großbritannien, Belgien, Ungarn, Österreich, Deutschland, Spanien und Portugal gefahren.
Gesamt- und GT-Sieger wurden die Franzosen Christophe Bouchut und Jean-Philippe Belloc in einer Chrysler Viper GTS-R mit 77 Punkten. Die N-GT-Wertung gewannen Christian Pescatori und David Terrien mit 60 Punkten mit einem Ferrari 360 Modena N-GT.

## Starterfeld
Folgende Fahrer und Teams sind in der Saison gestartet.

### GT-Starterfeld
| Nr. | Fahrer                 | Team                       | Fahrzeug (Motor)                                         | Reifen | Rennwochenende |
| --- | ---------------------- | -------------------------- | -------------------------------------------------------- | ------ | -------------- |
| 1   | Jamie Campbell-Walter  | Lister Storm Racing        | Lister Storm GTM (Jaguar 7.0 l V12)                      | M      | 1–6, 8–11      |
| 1   | Tom Coronel            | Lister Storm Racing        | Lister Storm GTM (Jaguar 7.0 l V12)                      | M      | 1, 3–6, 8      |
| 1   | Richard Dean           | Lister Storm Racing        | Lister Storm GTM (Jaguar 7.0 l V12)                      | M      | 2              |
| 1   | Mike Jordan            | Lister Storm Racing        | Lister Storm GTM (Jaguar 7.0 l V12)                      | M      | 9              |
| 1   | Bobby Verdon-Roe       | Lister Storm Racing        | Lister Storm GTM (Jaguar 7.0 l V12)                      | M      | 10, 11         |
| 2   | Nicolaus Springer      | Lister Storm Racing        | Lister Storm GTM (Jaguar 7.0 l V12)                      | M      | 1–6, 8–11      |
| 2   | Julian Bailey          | Lister Storm Racing        | Lister Storm GTM (Jaguar 7.0 l V12)                      | M      | 1–6, 8–11      |
| 2   | David Warnock          | Lister Storm Racing        | Lister Storm GTM (Jaguar 7.0 l V12)                      | M      | 4              |
| 3   | Mike Hezemans          | Team Carsport Holland      | Chrysler Viper GTS-R (Chrysler 8.0 l V10)                | M      | alle           |
| 3   | Jeroen Bleekemolen     | Team Carsport Holland      | Chrysler Viper GTS-R (Chrysler 8.0 l V10)                | M      | alle           |
| 3   | Thierry Tassin         | Team Carsport Holland      | Chrysler Viper GTS-R (Chrysler 8.0 l V10)                | M      | 7              |
| 4   | Michael Bleekemolen    | Team Carsport Holland      | Chrysler Viper GTS-R (Chrysler 8.0 l V10)                | M      | alle           |
| 4   | Sebastiaan Bleekemolen | Team Carsport Holland      | Chrysler Viper GTS-R (Chrysler 8.0 l V10)                | M      | alle           |
| 4   | Jean-Michel Martin     | Team Carsport Holland      | Chrysler Viper GTS-R (Chrysler 8.0 l V10)                | M      | 7              |
| 5   | Emanuele Naspetti      | Team Rafanelli             | Ferrari 550 Millennio (Ferrari 6.0 l V12)                | M      | 1–5, 7, 8      |
| 5   | Mimmo Schiattarella    | Team Rafanelli             | Ferrari 550 Millennio (Ferrari 6.0 l V12)                | M      | 1–5            |
| 5   | Philippe Steveny       | Team Rafanelli             | Ferrari 550 Millennio (Ferrari 6.0 l V12)                | M      | 7              |
| 5   | Eric van de Poele      | Team Rafanelli             | Ferrari 550 Millennio (Ferrari 6.0 l V12)                | M      | 7              |
| 5   | Martial Chouvel        | Team Rafanelli             | Ferrari 550 Millennio (Ferrari 6.0 l V12)                | M      | 7              |
| 5   | Marc Duez              | Team Rafanelli             | Ferrari 550 Millennio (Ferrari 6.0 l V12)                | M      | 8              |
| 6   | Marc Duez              | Team Rafanelli             | Ferrari 550 Millennio (Ferrari 6.0 l V12)                | M      | 1–5            |
| 6   | Günther Blieninger     | Team Rafanelli             | Ferrari 550 Millennio (Ferrari 6.0 l V12)                | M      | 1–5            |
| 7   | Christophe Bouchut     | Larbre Compétition-Chereau | Chrysler Viper GTS-R (Chrysler 8.0 l V10)                | M      | alle           |
| 7   | Jean-Philippe Belloc   | Larbre Compétition-Chereau | Chrysler Viper GTS-R (Chrysler 8.0 l V10)                | M      | alle           |
| 7   | Marc Duez              | Larbre Compétition-Chereau | Chrysler Viper GTS-R (Chrysler 8.0 l V10)                | M      | 7              |
| 7   | Tiago Monteiro         | Larbre Compétition-Chereau | Chrysler Viper GTS-R (Chrysler 8.0 l V10)                | M      | 11             |
| 17  | Sébastien Bourdais     | Larbre Compétition-Chereau | Chrysler Viper GTS-R (Chrysler 8.0 l V10)                | M      | 7, 11          |
| 17  | Patrice Goueslard      | Larbre Compétition-Chereau | Chrysler Viper GTS-R (Chrysler 8.0 l V10)                | M      | 7              |
| 17  | Sébastien Dumez        | Larbre Compétition-Chereau | Chrysler Viper GTS-R (Chrysler 8.0 l V10)                | M      | 7              |
| 17  | Jean-Luc Chéreau       | Larbre Compétition-Chereau | Chrysler Viper GTS-R (Chrysler 8.0 l V10)                | M      | 11             |
| 17  | Marc Duez              | Larbre Compétition-Chereau | Chrysler Viper GTS-R (Chrysler 8.0 l V10)                | M      | 11             |
| 8   | Christian Ried         | Proton Competition         | Porsche 911 GT2 (Porsche 3.6 l Turbo Flat-6)             | Y      | 1–6, 8–11      |
| 8   | Luca Pazzaglia         | Proton Competition         | Porsche 911 GT2 (Porsche 3.6 l Turbo Flat-6)             | Y      | 1, 3           |
| 8   | Mauro Casadei          | Proton Competition         | Porsche 911 GT2 (Porsche 3.6 l Turbo Flat-6)             | Y      | 1              |
| 8   | Gerold Ried            | Proton Competition         | Porsche 911 GT2 (Porsche 3.6 l Turbo Flat-6)             | Y      | 2–5, 9–11      |
| 8   | Horst Felbermayr       | Proton Competition         | Porsche 911 GT2 (Porsche 3.6 l Turbo Flat-6)             | Y      | 6, 8           |
| 8   | Horst Felbermayr Jr.   | Proton Competition         | Porsche 911 GT2 (Porsche 3.6 l Turbo Flat-6)             | Y      | 6, 8           |
| 30  | Horst Felbermayr       | Proton Competition         | Porsche 911 GT2 (Porsche 3.6 l Turbo Flat-6)             | Y      | 10, 11         |
| 30  | Horst Felbermayr Jr.   | Proton Competition         | Porsche 911 GT2 (Porsche 3.6 l Turbo Flat-6)             | Y      | 10, 11         |
| 9   | Jean-Pierre Jarier     | Team ART                   | Chrysler Viper GTS-R (Chrysler 8.0 l V10)                | D      | 1–6, 9–11      |
| 9   | François Lafon         | Team ART                   | Chrysler Viper GTS-R (Chrysler 8.0 l V10)                | D      | 1–6, 9–11      |
| 39  | Jean-Pierre Jarier     | Team ART                   | Lister Storm GTM (Jaguar 7.0 l V12)                      | D      | 8              |
| 39  | François Lafon         | Team ART                   | Lister Storm GTM (Jaguar 7.0 l V12)                      | D      | 8              |
| 10  | Claude-Yves Gosselin   | Paul Belmondo Competition  | Chrysler Viper GTS-R (Chrysler 8.0 l V10)                | D      | 1, 3–7, 10, 11 |
| 10  | Anthony Kumpen         | Paul Belmondo Competition  | Chrysler Viper GTS-R (Chrysler 8.0 l V10)                | D      | 1, 3, 4, 7     |
| 10  | Paul Belmondo          | Paul Belmondo Competition  | Chrysler Viper GTS-R (Chrysler 8.0 l V10)                | D      | 2, 5–7, 10     |
| 10  | Didier Defourny        | Paul Belmondo Competition  | Chrysler Viper GTS-R (Chrysler 8.0 l V10)                | D      | 2              |
| 10  | Luis Marques           | Paul Belmondo Competition  | Chrysler Viper GTS-R (Chrysler 8.0 l V10)                | D      | 11             |
| 11  | Didier Defourny        | Paul Belmondo Racing       | Chrysler Viper GTS-R (Chrysler 8.0 l V10)                | D      | 1, 3–7         |
| 11  | Paul Belmondo          | Paul Belmondo Racing       | Chrysler Viper GTS-R (Chrysler 8.0 l V10)                | D      | 1, 3, 8, 9, 11 |
| 11  | Emmanuel Clérico       | Paul Belmondo Racing       | Chrysler Viper GTS-R (Chrysler 8.0 l V10)                | D      | 2–4, 10        |
| 11  | Anthony Kumpen         | Paul Belmondo Racing       | Chrysler Viper GTS-R (Chrysler 8.0 l V10)                | D      | 2, 5, 6, 8–11  |
| 11  | Boris Derichebourg     | Paul Belmondo Racing       | Chrysler Viper GTS-R (Chrysler 8.0 l V10)                | D      | 7              |
| 11  | Frédéric Bouvy         | Paul Belmondo Racing       | Chrysler Viper GTS-R (Chrysler 8.0 l V10)                | D      | 7              |
| 11  | Claude-Yves Gosselin   | Paul Belmondo Racing       | Chrysler Viper GTS-R (Chrysler 8.0 l V10)                | D      | 8, 9           |
| 12  | Vincent Vosse          | Paul Belmondo Racing       | Chrysler Viper GTS-R (Chrysler 8.0 l V10)                | D      | alle           |
| 12  | Boris Derichebourg     | Paul Belmondo Racing       | Chrysler Viper GTS-R (Chrysler 8.0 l V10)                | D      | 1–6, 8–11      |
| 12  | Emmanuel Clérico       | Paul Belmondo Racing       | Chrysler Viper GTS-R (Chrysler 8.0 l V10)                | D      | 7              |
| 12  | Éric Hélary            | Paul Belmondo Racing       | Chrysler Viper GTS-R (Chrysler 8.0 l V10)                | D      | 7              |
| 14  | Gabriele Sabatini      | Autorlando Sport           | Porsche 911 GT2 (Porsche 3.6 l Turbo Flat-6)             | P      | 1–3, 8–11      |
| 14  | Marco Spinelli         | Autorlando Sport           | Porsche 911 GT2 (Porsche 3.6 l Turbo Flat-6)             | P      | 1–3, 8–11      |
| 14  | Fabio Villa            | Autorlando Sport           | Porsche 911 GT2 (Porsche 3.6 l Turbo Flat-6)             | P      | 1              |
| 14  | Mauro Casadei          | Autorlando Sport           | Porsche 911 GT2 (Porsche 3.6 l Turbo Flat-6)             | P      | 2              |
| 14  | Emanuele Moncini       | Autorlando Sport           | Porsche 911 GT2 (Porsche 3.6 l Turbo Flat-6)             | P      | 8              |
| 14  | Luciano Linossi        | Autorlando Sport           | Porsche 911 GT2 (Porsche 3.6 l Turbo Flat-6)             | P      | 8              |
| 14  | Raffaele Sangiuolo     | Autorlando Sport           | Porsche 911 GT2 (Porsche 3.6 l Turbo Flat-6)             | P      | 9              |
| 15  | Rickard Rydell         | Prodrive Allstars          | Ferrari 550 GTS Maranello (Ferrari 5.9 l V12)            | D      | 6, 8–11        |
| 15  | Alain Menu             | Prodrive Allstars          | Ferrari 550 GTS Maranello (Ferrari 5.9 l V12)            | D      | 6, 10, 11      |
| 15  | Peter Kox              | Prodrive Allstars          | Ferrari 550 GTS Maranello (Ferrari 5.9 l V12)            | D      | 8, 9           |
| 18  | Kurt Mollekens         | PSI Motorsport Team        | Porsche 911 Turbo (Typ 996) (Porsche 3.6 l Turbo Flat-6) | D      | 5, 7, 9, 10    |
| 18  | Stéphane Cohen         | PSI Motorsport Team        | Porsche 911 Turbo (Typ 996) (Porsche 3.6 l Turbo Flat-6) | D      | 5, 7, 9, 10    |
| 18  | Eric Geboers           | PSI Motorsport Team        | Porsche 911 Turbo (Typ 996) (Porsche 3.6 l Turbo Flat-6) | D      | 7              |
| 19  | Michael Trunk          | Reiter Engineering         | Lamborghini Diablo GTR (Lamborghini 6.0 l V12)           | D      | 5, 6, 8, 9     |
| 19  | Bernhard Müller        | Reiter Engineering         | Lamborghini Diablo GTR (Lamborghini 6.0 l V12)           | D      | 5, 6, 8, 9     |
| 19  | Oliver Gavin           | Reiter Engineering         | Lamborghini Diablo GTR (Lamborghini 6.0 l V12)           | D      | 11             |
| 19  | Peter Kox              | Reiter Engineering         | Lamborghini Diablo GTR (Lamborghini 6.0 l V12)           | D      | 11             |
| 21  | Wim Daems              | GLPK Racing                | Chrysler Viper GTS-R (Chrysler 8.0 l V10)                | D      | 1–7, 9–11      |
| 21  | Tamás Illés            | GLPK Racing                | Chrysler Viper GTS-R (Chrysler 8.0 l V10)                | D      | 1–6            |
| 21  | Georg Severich         | GLPK Racing                | Chrysler Viper GTS-R (Chrysler 8.0 l V10)                | D      | 7, 9           |
| 21  | Bert Longin            | GLPK Racing                | Chrysler Viper GTS-R (Chrysler 8.0 l V10)                | D      | 7, 11          |
| 21  | Eric Geboers           | GLPK Racing                | Chrysler Viper GTS-R (Chrysler 8.0 l V10)                | D      | 10             |
| 24  | Luca Cappellari        | Racing Box                 | Chrysler Viper GTS-R (Chrysler 8.0 l V10)                | D      | 1–6, 8–11      |
| 24  | Gabrielle Matteuzzi    | Racing Box                 | Chrysler Viper GTS-R (Chrysler 8.0 l V10)                | D      | 1–6, 8–10      |
| 24  | Dominique Dupuy        | Racing Box                 | Chrysler Viper GTS-R (Chrysler 8.0 l V10)                | D      | 6              |
| 24  | Stefano Zonca          | Racing Box                 | Chrysler Viper GTS-R (Chrysler 8.0 l V10)                | D      | 9, 10          |
| 24  | Emanuele Naspetti      | Racing Box                 | Chrysler Viper GTS-R (Chrysler 8.0 l V10)                | D      | 11             |
| 25  | Robert Dierick         | Silver Racing              | Chrysler Viper GTS-R (Chrysler 8.0 l V10)                | D      | 2, 3, 5        |
| 25  | Eric De Doncker        | Silver Racing              | Chrysler Viper GTS-R (Chrysler 8.0 l V10)                | D      | 2, 3, 5        |
| 26  | Robert Dierick         | Silver Racing              | Chrysler Viper GTS-R (Chrysler 8.0 l V10)                | D      | 7              |
| 26  | Eric De Doncker        | Silver Racing              | Chrysler Viper GTS-R (Chrysler 8.0 l V10)                | D      | 7              |
| 26  | Vincent Dupont         | Silver Racing              | Chrysler Viper GTS-R (Chrysler 8.0 l V10)                | D      | 7              |
| 28  | Niko Wieth             | Wieth Racing               | Ferrari 550 GTS (Ferrari 6.0 l V12)                      | Y      | 2, 3, 6, 9     |
| 28  | Franz Wieth            | Wieth Racing               | Ferrari 550 GTS (Ferrari 6.0 l V12)                      | Y      | 2, 3, 6, 9     |
| 29  | Attila Barta           | Bovi Racing                | Porsche 911 GT2 (Porsche 3.6 l Turbo Flat-6)             |        | 6              |
| 29  | Ferenc Rátkai          | Bovi Racing                | Porsche 911 GT2 (Porsche 3.6 l Turbo Flat-6)             |        | 6              |
| 29  | Kálmán Bódis           | Bovi Racing                | Porsche 911 GT2 (Porsche 3.6 l Turbo Flat-6)             |        | 6              |

### N-GT-Starterfeld
| Nr. | Fahrer               | Team                       | Fahrzeug (Motor)                                                                   | Reifen | Rennwochenende        |
| --- | -------------------- | -------------------------- | ---------------------------------------------------------------------------------- | ------ | --------------------- |
| 50  | Sébastien Dumez      | Larbre Compétition-Chereau | Porsche 911 GT3-RS (Porsche 3.6 l Flat-6)                                          | M      | 1–6, 8–11             |
| 50  | Patrice Goueslard    | Larbre Compétition-Chereau | Porsche 911 GT3-RS (Porsche 3.6 l Flat-6)                                          | M      | 1–6, 8, 10, 11        |
| 50  | Jean-Luc Chéreau     | Larbre Compétition-Chereau | Porsche 911 GT3-RS (Porsche 3.6 l Flat-6)                                          | M      | 3                     |
| 50  | André Ahrlé          | Larbre Compétition-Chereau | Porsche 911 GT3-RS (Porsche 3.6 l Flat-6)                                          | M      | 9                     |
| 51  | Jürgen von Gartzen   | Larbre Compétition-Chereau | Porsche 911 GT3-RS (Porsche 3.6 l Flat-6)                                          | M      | 1–4                   |
| 51  | Bruno Eichmann       | Larbre Compétition-Chereau | Porsche 911 GT3-RS (Porsche 3.6 l Flat-6)                                          | M      | 1–4                   |
| 51  | André Ahrlé          | Larbre Compétition-Chereau | Porsche 911 GT3-RS (Porsche 3.6 l Flat-6)                                          | M      | 6                     |
| 51  | Jean-Luc Chéreau     | Larbre Compétition-Chereau | Porsche 911 GT3-RS (Porsche 3.6 l Flat-6)                                          | M      | 6                     |
| 52  | Steve O’Rourke       | EMKA Racing                | Porsche 911 GT3-R (Porsche 3.6 l Flat-6)                                           | D      | 1–6, 8–11             |
| 52  | Tim Sugden           | EMKA Racing                | Porsche 911 GT3-R (Porsche 3.6 l Flat-6)                                           | D      | 1–6, 8–11             |
| 53  | Andrea Bertolini     | ART Engineering            | Porsche 911 GT3-R (Porsche 3.6 l Flat-6) Porsche 911 GT3-RS (Porsche 3.6 l Flat-6) | P      | 1–6, 8–11             |
| 53  | Alberto Radaelli     | ART Engineering            | Porsche 911 GT3-R (Porsche 3.6 l Flat-6) Porsche 911 GT3-RS (Porsche 3.6 l Flat-6) | P      | 1–5                   |
| 53  | Jirko Malchárek      | ART Engineering            | Porsche 911 GT3-R (Porsche 3.6 l Flat-6) Porsche 911 GT3-RS (Porsche 3.6 l Flat-6) | P      | 6, 8, 9               |
| 53  | Laurent Cazenave     | ART Engineering            | Porsche 911 GT3-R (Porsche 3.6 l Flat-6) Porsche 911 GT3-RS (Porsche 3.6 l Flat-6) | P      | 10                    |
| 53  | Paul Knapfield       | ART Engineering            | Porsche 911 GT3-R (Porsche 3.6 l Flat-6) Porsche 911 GT3-RS (Porsche 3.6 l Flat-6) | P      | 11                    |
| 54  | Fabio Babini         | ART Engineering            | Porsche 911 GT3-R (Porsche 3.6 l Flat-6) Porsche 911 GT3-RS (Porsche 3.6 l Flat-6) | P      | alle                  |
| 54  | Luigi Moccia         | ART Engineering            | Porsche 911 GT3-R (Porsche 3.6 l Flat-6) Porsche 911 GT3-RS (Porsche 3.6 l Flat-6) | P      | 1–6, 8–10             |
| 54  | Gianni Collini       | ART Engineering            | Porsche 911 GT3-R (Porsche 3.6 l Flat-6) Porsche 911 GT3-RS (Porsche 3.6 l Flat-6) | P      | 7                     |
| 54  | Philipp Peter        | ART Engineering            | Porsche 911 GT3-R (Porsche 3.6 l Flat-6) Porsche 911 GT3-RS (Porsche 3.6 l Flat-6) | P      | 7                     |
| 54  | Jirko Malchárek      | ART Engineering            | Porsche 911 GT3-R (Porsche 3.6 l Flat-6) Porsche 911 GT3-RS (Porsche 3.6 l Flat-6) | P      | 7                     |
| 54  | Nigel Smith          | ART Engineering            | Porsche 911 GT3-R (Porsche 3.6 l Flat-6) Porsche 911 GT3-RS (Porsche 3.6 l Flat-6) | P      | 11                    |
| 55  | Thierry Perrier      | Perspective Racing         | Porsche 911 GT3-RS (Porsche 3.6 l Flat-6)                                          | D      | alle                  |
| 55  | Michel Neugarten     | Perspective Racing         | Porsche 911 GT3-RS (Porsche 3.6 l Flat-6)                                          | D      | alle                  |
| 55  | Kurt Thiers          | Perspective Racing         | Porsche 911 GT3-RS (Porsche 3.6 l Flat-6)                                          | D      | 7                     |
| 57  | Wolfgang Kaufmann    | Freisinger Motorsport      | Porsche 911 GT3-R (Porsche 3.6 l Flat-6) Porsche 911 GT3-RS (Porsche 3.6 l Flat-6) | Y      | 1–6                   |
| 57  | Stéphane Ortelli     | Freisinger Motorsport      | Porsche 911 GT3-R (Porsche 3.6 l Flat-6) Porsche 911 GT3-RS (Porsche 3.6 l Flat-6) | Y      | 1–3, 5–9, 11          |
| 57  | Xavier Pompidou      | Freisinger Motorsport      | Porsche 911 GT3-R (Porsche 3.6 l Flat-6) Porsche 911 GT3-RS (Porsche 3.6 l Flat-6) | Y      | 4                     |
| 57  | Cyrille Sauvage      | Freisinger Motorsport      | Porsche 911 GT3-R (Porsche 3.6 l Flat-6) Porsche 911 GT3-RS (Porsche 3.6 l Flat-6) | Y      | 7, 10                 |
| 57  | Andrea Chiesa        | Freisinger Motorsport      | Porsche 911 GT3-R (Porsche 3.6 l Flat-6) Porsche 911 GT3-RS (Porsche 3.6 l Flat-6) | Y      | 7                     |
| 57  | Ni Amorim            | Freisinger Motorsport      | Porsche 911 GT3-R (Porsche 3.6 l Flat-6) Porsche 911 GT3-RS (Porsche 3.6 l Flat-6) | Y      | 8                     |
| 57  | Robin Liddell        | Freisinger Motorsport      | Porsche 911 GT3-R (Porsche 3.6 l Flat-6) Porsche 911 GT3-RS (Porsche 3.6 l Flat-6) | Y      | 9–10                  |
| 57  | Romain Dumas         | Freisinger Motorsport      | Porsche 911 GT3-R (Porsche 3.6 l Flat-6) Porsche 911 GT3-RS (Porsche 3.6 l Flat-6) | Y      | 11                    |
| 58  | Yukihiro Hane        | Freisinger Motorsport      | Porsche 911 GT3-R (Porsche 3.6 l Flat-6) Porsche 911 GT3-RS (Porsche 3.6 l Flat-6) | Y      | 1–5                   |
| 58  | Nigel Smith          | Freisinger Motorsport      | Porsche 911 GT3-R (Porsche 3.6 l Flat-6) Porsche 911 GT3-RS (Porsche 3.6 l Flat-6) | Y      | 1–4                   |
| 58  | Tim Verbergt         | Freisinger Motorsport      | Porsche 911 GT3-R (Porsche 3.6 l Flat-6) Porsche 911 GT3-RS (Porsche 3.6 l Flat-6) | Y      | 5, 7                  |
| 58  | Xavier Pompidou      | Freisinger Motorsport      | Porsche 911 GT3-R (Porsche 3.6 l Flat-6) Porsche 911 GT3-RS (Porsche 3.6 l Flat-6) | Y      | 7, 9                  |
| 58  | Vanina Ickx          | Freisinger Motorsport      | Porsche 911 GT3-R (Porsche 3.6 l Flat-6) Porsche 911 GT3-RS (Porsche 3.6 l Flat-6) | Y      | 7                     |
| 58  | Christophe Tinseau   | Freisinger Motorsport      | Porsche 911 GT3-R (Porsche 3.6 l Flat-6) Porsche 911 GT3-RS (Porsche 3.6 l Flat-6) | Y      | 7                     |
| 58  | Toto Wolff           | Freisinger Motorsport      | Porsche 911 GT3-R (Porsche 3.6 l Flat-6) Porsche 911 GT3-RS (Porsche 3.6 l Flat-6) | Y      | 8                     |
| 58  | Olivier Tichy        | Freisinger Motorsport      | Porsche 911 GT3-R (Porsche 3.6 l Flat-6) Porsche 911 GT3-RS (Porsche 3.6 l Flat-6) | Y      | 8                     |
| 58  | Paul Knapfield       | Freisinger Motorsport      | Porsche 911 GT3-R (Porsche 3.6 l Flat-6) Porsche 911 GT3-RS (Porsche 3.6 l Flat-6) | Y      | 9                     |
| 58  | Angelo Lembo         | Freisinger Motorsport      | Porsche 911 GT3-R (Porsche 3.6 l Flat-6) Porsche 911 GT3-RS (Porsche 3.6 l Flat-6) | Y      | 11                    |
| 58  | Marco Saviozzi       | Freisinger Motorsport      | Porsche 911 GT3-R (Porsche 3.6 l Flat-6) Porsche 911 GT3-RS (Porsche 3.6 l Flat-6) | Y      | 11                    |
| 58  | Emmanuel Delalande   | Freisinger Motorsport      | Porsche 911 GT3-R (Porsche 3.6 l Flat-6) Porsche 911 GT3-RS (Porsche 3.6 l Flat-6) | Y      | 11                    |
| 59  | Alexei Wassiljew     | Freisinger Racing          | Porsche 911 GT3-R (Porsche 3.6 l Flat-6) Porsche 911 GT3-RS (Porsche 3.6 l Flat-6) | Y      | 1–6, 8–11             |
| 59  | Nikolai Fomenko      | Freisinger Racing          | Porsche 911 GT3-R (Porsche 3.6 l Flat-6) Porsche 911 GT3-RS (Porsche 3.6 l Flat-6) | Y      | 1–6, 8–11             |
| 59  | Richard Kaye         | Freisinger Racing          | Porsche 911 GT3-R (Porsche 3.6 l Flat-6) Porsche 911 GT3-RS (Porsche 3.6 l Flat-6) | Y      | 2, 3                  |
| 59  | Thierry Depoix       | Freisinger Racing          | Porsche 911 GT3-R (Porsche 3.6 l Flat-6) Porsche 911 GT3-RS (Porsche 3.6 l Flat-6) | Y      | 7                     |
| 59  | Philippe Haezebrouck | Freisinger Racing          | Porsche 911 GT3-R (Porsche 3.6 l Flat-6) Porsche 911 GT3-RS (Porsche 3.6 l Flat-6) | Y      | 7                     |
| 59  | Toni Seiler          | Freisinger Racing          | Porsche 911 GT3-R (Porsche 3.6 l Flat-6) Porsche 911 GT3-RS (Porsche 3.6 l Flat-6) | Y      | 7                     |
| 71  | Tim Lawrence         | Freisinger Racing          | Porsche 911 GT3-R (Porsche 3.6 l Flat-6) Porsche 911 GT3-RS (Porsche 3.6 l Flat-6) | Y      | 11                    |
| 71  | Pedro Névoa          | Freisinger Racing          | Porsche 911 GT3-R (Porsche 3.6 l Flat-6) Porsche 911 GT3-RS (Porsche 3.6 l Flat-6) | Y      | 11                    |
| 60  | Sylvain Noël         | Haberthur Racing           | Porsche 911 GT3-R (Porsche 3.6 l Flat-6)                                           | D      | 1–6                   |
| 60  | Laurent Cazenave     | Haberthur Racing           | Porsche 911 GT3-R (Porsche 3.6 l Flat-6)                                           | D      | 1–5                   |
| 60  | Nigel Smith          | Haberthur Racing           | Porsche 911 GT3-R (Porsche 3.6 l Flat-6)                                           | D      | 6                     |
| 60  | Raffaele Sanguiolo   | Haberthur Racing           | Porsche 911 GT3-R (Porsche 3.6 l Flat-6)                                           | D      | 7                     |
| 60  | Loris de Sordi       | Haberthur Racing           | Porsche 911 GT3-R (Porsche 3.6 l Flat-6)                                           | D      | 7                     |
| 60  | Jacques Marquet      | Haberthur Racing           | Porsche 911 GT3-R (Porsche 3.6 l Flat-6)                                           | D      | 7                     |
| 60  | Masahiro Kimoto      | Haberthur Racing           | Porsche 911 GT3-R (Porsche 3.6 l Flat-6)                                           | D      | 7                     |
| 61  | Patrick Vuillaume    | Haberthur Racing           | Porsche 911 GT3-R (Porsche 3.6 l Flat-6)                                           | D      | 1                     |
| 61  | Massimo Frigerio     | Haberthur Racing           | Porsche 911 GT3-R (Porsche 3.6 l Flat-6)                                           | D      | 1                     |
| 61  | Walter Meloni        | Haberthur Racing           | Porsche 911 GT3-R (Porsche 3.6 l Flat-6)                                           | D      | 1                     |
| 61  | Massimo Possumato    | Haberthur Racing           | Porsche 911 GT3-R (Porsche 3.6 l Flat-6)                                           | D      | 4                     |
| 61  | Bernardo Sá Nogueira | Haberthur Racing           | Porsche 911 GT3-R (Porsche 3.6 l Flat-6)                                           | D      | 4                     |
| 61  | Mauro Casadei        | Haberthur Racing           | Porsche 911 GT3-R (Porsche 3.6 l Flat-6)                                           | D      | 5, 6                  |
| 61  | Nigel Smith          | Haberthur Racing           | Porsche 911 GT3-R (Porsche 3.6 l Flat-6)                                           | D      | 5, 8–10               |
| 61  | Stefano Zonca        | Haberthur Racing           | Porsche 911 GT3-R (Porsche 3.6 l Flat-6)                                           | D      | 6                     |
| 61  | Andrea Chiesa        | Haberthur Racing           | Porsche 911 GT3-R (Porsche 3.6 l Flat-6)                                           | D      | 8                     |
| 61  | Sylvain Noël         | Haberthur Racing           | Porsche 911 GT3-R (Porsche 3.6 l Flat-6)                                           | D      | 9, 10                 |
| 62  | Christian Pescatori  | JMB Competition            | Ferrari 360 Modena N-GT (Ferrari 3.6 l V8)                                         | M      | alle                  |
| 62  | David Terrien        | JMB Competition            | Ferrari 360 Modena N-GT (Ferrari 3.6 l V8)                                         | M      | alle                  |
| 62  | Andrea Garbagnati    | JMB Competition            | Ferrari 360 Modena N-GT (Ferrari 3.6 l V8)                                         | M      | 7                     |
| 63  | Andrea Garbagnati    | JMB Competition            | Ferrari 360 Modena N-GT (Ferrari 3.6 l V8)                                         | M      | 1, 3, 4, 6, 8–10      |
| 63  | Batti Pregliasco     | JMB Competition            | Ferrari 360 Modena N-GT (Ferrari 3.6 l V8)                                         | M      | 1, 3, 4, 6, 8, 11     |
| 63  | Marco Lambertini     | JMB Competition            | Ferrari 360 Modena N-GT (Ferrari 3.6 l V8)                                         | M      | 1, 3, 10, 11          |
| 63  | Peter Kutemann       | JMB Competition            | Ferrari 360 Modena N-GT (Ferrari 3.6 l V8)                                         | M      | 9                     |
| 63  | Iradj Alexander      | JMB Competition            | Ferrari 360 Modena N-GT (Ferrari 3.6 l V8)                                         | M      | 9                     |
| 64  | Josef Venč           | Coca-Cola Racing Team      | Porsche 911 GT3-R (Porsche 3.6 l Flat-6) Porsche 911 GT3-RS (Porsche 3.6 l Flat-6) | D      | 1                     |
| 64  | Robert Pergl         | Coca-Cola Racing Team      | Porsche 911 GT3-R (Porsche 3.6 l Flat-6) Porsche 911 GT3-RS (Porsche 3.6 l Flat-6) | D      | 1                     |
| 64  | Jaroslav Janiš       | Coca-Cola Racing Team      | Porsche 911 GT3-R (Porsche 3.6 l Flat-6) Porsche 911 GT3-RS (Porsche 3.6 l Flat-6) | D      | 1                     |
| 64  | Milan Maderyč        | Coca-Cola Racing Team      | Porsche 911 GT3-R (Porsche 3.6 l Flat-6) Porsche 911 GT3-RS (Porsche 3.6 l Flat-6) | D      | 2, 3                  |
| 64  | Tom Sedivy           | Coca-Cola Racing Team      | Porsche 911 GT3-R (Porsche 3.6 l Flat-6) Porsche 911 GT3-RS (Porsche 3.6 l Flat-6) | D      | 2                     |
| 64  | Bobby Brown          | Coca-Cola Racing Team      | Porsche 911 GT3-R (Porsche 3.6 l Flat-6) Porsche 911 GT3-RS (Porsche 3.6 l Flat-6) | D      | 2                     |
| 64  | Jirko Malchárek      | Coca-Cola Racing Team      | Porsche 911 GT3-R (Porsche 3.6 l Flat-6) Porsche 911 GT3-RS (Porsche 3.6 l Flat-6) | D      | 3                     |
| 65  | Jirko Malchárek      | Coca-Cola Racing Team      | Porsche 911 GT3-R (Porsche 3.6 l Flat-6) Porsche 911 GT3-RS (Porsche 3.6 l Flat-6) | D      | 1, 4, 5               |
| 65  | Milan Maderyč        | Coca-Cola Racing Team      | Porsche 911 GT3-R (Porsche 3.6 l Flat-6) Porsche 911 GT3-RS (Porsche 3.6 l Flat-6) | D      | 1                     |
| 65  | Tomáš Enge           | Coca-Cola Racing Team      | Porsche 911 GT3-R (Porsche 3.6 l Flat-6) Porsche 911 GT3-RS (Porsche 3.6 l Flat-6) | D      | 2, 3                  |
| 65  | Justin Wilson        | Coca-Cola Racing Team      | Porsche 911 GT3-R (Porsche 3.6 l Flat-6) Porsche 911 GT3-RS (Porsche 3.6 l Flat-6) | D      | 3                     |
| 65  | Tom Sedivy           | Coca-Cola Racing Team      | Porsche 911 GT3-R (Porsche 3.6 l Flat-6) Porsche 911 GT3-RS (Porsche 3.6 l Flat-6) | D      | 4, 5                  |
| 65  | Robert Pergl         | Coca-Cola Racing Team      | Porsche 911 GT3-R (Porsche 3.6 l Flat-6) Porsche 911 GT3-RS (Porsche 3.6 l Flat-6) | D      | 4                     |
| 65  | Josef Venč           | Coca-Cola Racing Team      | Porsche 911 GT3-R (Porsche 3.6 l Flat-6) Porsche 911 GT3-RS (Porsche 3.6 l Flat-6) | D      | 5                     |
| 66  | Alex Li              | Gammon Megaspeed           | Porsche 911 GT3-R (Porsche 3.6 l Flat-6)                                           | M      | 5–7                   |
| 66  | Nigel Albon          | Gammon Megaspeed           | Porsche 911 GT3-R (Porsche 3.6 l Flat-6)                                           | M      | 5                     |
| 66  | Geoffroy Horion      | Gammon Megaspeed           | Porsche 911 GT3-R (Porsche 3.6 l Flat-6)                                           | M      | 6, 7                  |
| 66  | Gunnar Jeannette     | Gammon Megaspeed           | Porsche 911 GT3-R (Porsche 3.6 l Flat-6)                                           | M      | 7                     |
| 66  | Kenji Kawagoe        | Gammon Megaspeed           | Porsche 911 GT3-R (Porsche 3.6 l Flat-6)                                           | M      | 7                     |
| 67  | Raffale Sangiuolo    | MAC Racing                 | Porsche 911 GT3-R (Porsche 3.6 l Flat-6) Porsche 911 GT3-RS (Porsche 3.6 l Flat-6) | D      | 1, 3, 4, 6, 8, 10, 11 |
| 67  | Maurizio Lusuardi    | MAC Racing                 | Porsche 911 GT3-R (Porsche 3.6 l Flat-6) Porsche 911 GT3-RS (Porsche 3.6 l Flat-6) | D      | 1, 3, 4, 8, 10        |
| 67  | Olivier Porta        | MAC Racing                 | Porsche 911 GT3-R (Porsche 3.6 l Flat-6) Porsche 911 GT3-RS (Porsche 3.6 l Flat-6) | D      | 5                     |
| 67  | Stéphane Daoudi      | MAC Racing                 | Porsche 911 GT3-R (Porsche 3.6 l Flat-6) Porsche 911 GT3-RS (Porsche 3.6 l Flat-6) | D      | 5                     |
| 67  | Thomas Pichler       | MAC Racing                 | Porsche 911 GT3-R (Porsche 3.6 l Flat-6) Porsche 911 GT3-RS (Porsche 3.6 l Flat-6) | D      | 6, 11                 |
| 68  | Paolo Rapetti        | MAC Racing                 | Porsche 911 GT3-R (Porsche 3.6 l Flat-6) Porsche 911 GT3-RS (Porsche 3.6 l Flat-6) | D      | 1, 10                 |
| 68  | Bepo Orlandi         | MAC Racing                 | Porsche 911 GT3-R (Porsche 3.6 l Flat-6) Porsche 911 GT3-RS (Porsche 3.6 l Flat-6) | D      | 1                     |
| 68  | Stéphane Daoudi      | MAC Racing                 | Porsche 911 GT3-R (Porsche 3.6 l Flat-6) Porsche 911 GT3-RS (Porsche 3.6 l Flat-6) | D      | 6                     |
| 68  | Mario Sala           | MAC Racing                 | Porsche 911 GT3-R (Porsche 3.6 l Flat-6) Porsche 911 GT3-RS (Porsche 3.6 l Flat-6) | D      | 6                     |
| 68  | Prisca Taruffi       | MAC Racing                 | Porsche 911 GT3-R (Porsche 3.6 l Flat-6) Porsche 911 GT3-RS (Porsche 3.6 l Flat-6) | D      | 10                    |
| 69  | Philipp Peter        | Autorlando Sport           | Porsche 911 GT3-RS (Porsche 3.6 l Flat-6)                                          | P      | 1, 3, 5, 6, 8, 9, 11  |
| 69  | Johnny Cecotto       | Autorlando Sport           | Porsche 911 GT3-RS (Porsche 3.6 l Flat-6)                                          | P      | 1, 2                  |
| 69  | Andrea Chiesa        | Autorlando Sport           | Porsche 911 GT3-RS (Porsche 3.6 l Flat-6)                                          | P      | 2, 6, 10              |
| 69  | Joël Camathias       | Autorlando Sport           | Porsche 911 GT3-RS (Porsche 3.6 l Flat-6)                                          | P      | 3, 5, 10, 11          |
| 69  | Alessandro Zampedri  | Autorlando Sport           | Porsche 911 GT3-RS (Porsche 3.6 l Flat-6)                                          | P      | 8                     |
| 69  | Marco Werner         | Autorlando Sport           | Porsche 911 GT3-RS (Porsche 3.6 l Flat-6)                                          | P      | 9                     |
| 70  | Jürgen von Gartzen   | JVG Racing                 | Porsche 911 GT3-RS (Porsche 3.6 l Flat-6)                                          | P      | 8, 9, 11              |
| 70  | Bruno Eichmann       | JVG Racing                 | Porsche 911 GT3-RS (Porsche 3.6 l Flat-6)                                          | P      | 8, 9, 11              |
| 72  | Paco Orti            | Escuderia Bengala          | Porsche 911 GT3-R (Porsche 3.6 l Flat-6)                                           | D      | 10, 11                |
| 72  | Wolfgang Kaufmann    | Escuderia Bengala          | Porsche 911 GT3-R (Porsche 3.6 l Flat-6)                                           | D      | 10, 11                |
| 74  | Jochen Berger        | Jürgen Alzen Motorsport    | Porsche 911 GT3-R (Porsche 3.6 l Flat-6) Porsche 911 GT3-RS (Porsche 3.6 l Flat-6) | Y      | 9                     |
| 74  | Thomas Koch          | Jürgen Alzen Motorsport    | Porsche 911 GT3-R (Porsche 3.6 l Flat-6) Porsche 911 GT3-RS (Porsche 3.6 l Flat-6) | Y      | 9                     |
| 75  | Jürgen Alzen         | Jürgen Alzen Motorsport    | Porsche 911 GT3-R (Porsche 3.6 l Flat-6) Porsche 911 GT3-RS (Porsche 3.6 l Flat-6) | Y      | 9                     |
| 75  | Wolf Henzler         | Jürgen Alzen Motorsport    | Porsche 911 GT3-R (Porsche 3.6 l Flat-6) Porsche 911 GT3-RS (Porsche 3.6 l Flat-6) | Y      | 9                     |
| 76  | Gianni Collini       | RWS Motorsport             | Porsche 911 GT3-R (Porsche 3.6 l Flat-6) Porsche 911 GT3-RS (Porsche 3.6 l Flat-6) | M      | 1–5, 8, 9             |
| 76  | Fabio Mancini        | RWS Motorsport             | Porsche 911 GT3-R (Porsche 3.6 l Flat-6) Porsche 911 GT3-RS (Porsche 3.6 l Flat-6) | M      | 1–4, 8                |
| 76  | Giovanni Gulinelli   | RWS Motorsport             | Porsche 911 GT3-R (Porsche 3.6 l Flat-6) Porsche 911 GT3-RS (Porsche 3.6 l Flat-6) | M      | 3, 5, 6               |
| 76  | Antonio García       | RWS Motorsport             | Porsche 911 GT3-R (Porsche 3.6 l Flat-6) Porsche 911 GT3-RS (Porsche 3.6 l Flat-6) | M      | 6, 10, 11             |
| 76  | Günther Blieninger   | RWS Motorsport             | Porsche 911 GT3-R (Porsche 3.6 l Flat-6) Porsche 911 GT3-RS (Porsche 3.6 l Flat-6) | M      | 6                     |
| 76  | Toto Wolff           | RWS Motorsport             | Porsche 911 GT3-R (Porsche 3.6 l Flat-6) Porsche 911 GT3-RS (Porsche 3.6 l Flat-6) | M      | 9                     |
| 76  | Timo Bernhard        | RWS Motorsport             | Porsche 911 GT3-R (Porsche 3.6 l Flat-6) Porsche 911 GT3-RS (Porsche 3.6 l Flat-6) | M      | 10                    |
| 76  | Dieter Quester       | RWS Motorsport             | Porsche 911 GT3-R (Porsche 3.6 l Flat-6) Porsche 911 GT3-RS (Porsche 3.6 l Flat-6) | M      | 11                    |
| 77  | Luca Riccitelli      | RWS Motorsport             | Porsche 911 GT3-R (Porsche 3.6 l Flat-6) Porsche 911 GT3-RS (Porsche 3.6 l Flat-6) | M      | alle                  |
| 77  | Dieter Quester       | RWS Motorsport             | Porsche 911 GT3-R (Porsche 3.6 l Flat-6) Porsche 911 GT3-RS (Porsche 3.6 l Flat-6) | M      | 1–3, 7–10             |
| 77  | Johnny Mowlem        | RWS Motorsport             | Porsche 911 GT3-R (Porsche 3.6 l Flat-6) Porsche 911 GT3-RS (Porsche 3.6 l Flat-6) | M      | 4                     |
| 77  | Andrea Boldrini      | RWS Motorsport             | Porsche 911 GT3-R (Porsche 3.6 l Flat-6) Porsche 911 GT3-RS (Porsche 3.6 l Flat-6) | M      | 5                     |
| 77  | Jürgen von Gartzen   | RWS Motorsport             | Porsche 911 GT3-R (Porsche 3.6 l Flat-6) Porsche 911 GT3-RS (Porsche 3.6 l Flat-6) | M      | 6                     |
| 77  | Antonio García       | RWS Motorsport             | Porsche 911 GT3-R (Porsche 3.6 l Flat-6) Porsche 911 GT3-RS (Porsche 3.6 l Flat-6) | M      | 7                     |
| 77  | Norman Simon         | RWS Motorsport             | Porsche 911 GT3-R (Porsche 3.6 l Flat-6) Porsche 911 GT3-RS (Porsche 3.6 l Flat-6) | M      | 7                     |
| 77  | Sascha Maassen       | RWS Motorsport             | Porsche 911 GT3-R (Porsche 3.6 l Flat-6) Porsche 911 GT3-RS (Porsche 3.6 l Flat-6) | M      | 11                    |
| 82  | Volkmar Polaski      | DD Racing                  | Porsche 911 GT3-RS (Porsche 3.6 l Flat-6)                                          | D      | 7                     |
| 82  | Andreas Kodsi        | DD Racing                  | Porsche 911 GT3-RS (Porsche 3.6 l Flat-6)                                          | D      | 7                     |
| 82  | Martin Warth         | DD Racing                  | Porsche 911 GT3-RS (Porsche 3.6 l Flat-6)                                          | D      | 7                     |
| 82  | Marino Franchitti    | DD Racing                  | Porsche 911 GT3-RS (Porsche 3.6 l Flat-6)                                          | D      | 7                     |
| 90  | Stéphane Echallard   | Philippe Brocard           | Porsche 911 GT3-RS (Porsche 3.6 l Flat-6)                                          |        | 11                    |
| 90  | Jean-Luc Blanchemain | Philippe Brocard           | Porsche 911 GT3-RS (Porsche 3.6 l Flat-6)                                          |        | 11                    |
| 90  | Olivier Dupard       | Philippe Brocard           | Porsche 911 GT3-RS (Porsche 3.6 l Flat-6)                                          |        | 11                    |
| 99  | Peter Kutemann       | Peter Kutemann             | Ferrari 360 Modena N-GT (Ferrari 3.6 l V8)                                         |        | 11                    |
| 99  | Iradj Alexander      | Peter Kutemann             | Ferrari 360 Modena N-GT (Ferrari 3.6 l V8)                                         |        | 11                    |

## Rennkalender und Ergebnisse
| Runde | Rennen (Strecke)                                          | Datum         | Pole-Position                                   | Schnellste Runde      | Gesamtsieger                                      | Fahrzeug                  |
| ----- | --------------------------------------------------------- | ------------- | ----------------------------------------------- | --------------------- | ------------------------------------------------- | ------------------------- |
| 1     | 500-km-Rennen von Monza Monza                             | 31. März      | Christophe Bouchut Jean-Philippe Belloc         | Jamie Campbell-Walter | Jamie Campbell-Walter Tom Coronel                 | Lister Storm GTM          |
| 2     | 500-km-Rennen von Brünn Brünn                             | 16. April     | Emmanuel Clérico Anthony Kumpen                 | Jamie Campbell-Walter | Christophe Bouchut Jean-Philippe Belloc           | Chrysler Viper GTS-R      |
| 3     | 500-km-Rennen von Magny-Cours Magny-Cours                 | 1. Mai        | Christophe Bouchut Jean-Philippe Belloc         | Mike Hezemans         | Jamie Campbell-Walter Tom Coronel                 | Lister Storm GTM          |
| 4     | 500-km-Rennen von Silverstone Silverstone                 | 13. Mai       | Jeroen Bleekemolen Mike Hezemans                | Jamie Campbell-Walter | Christophe Bouchut Jean-Philippe Belloc           | Chrysler Viper GTS-R      |
| 5     | 500-km-Rennen von Zolder Zolder                           | 20. Mai       | Marc Duez Günther Blieninger                    | Mike Hezemans         | Christophe Bouchut Jean-Philippe Belloc           | Chrysler Viper GTS-R      |
| 6     | 500-km-Rennen von Budapest Hungaroring                    | 1. Juli       | Jeroen Bleekemolen Mike Hezemans                | Julian Bailey         | Jeroen Bleekemolen Mike Hezemans                  | Chrysler Viper GTS-R      |
| 7     | 24-Stunden-Rennen von Spa-Francorchamps Spa-Francorchamps | 5. August     | Jeroen Bleekemolen Mike Hezemans Thierry Tassin | Mike Hezemans         | Christophe Bouchut Jean-Philippe Belloc Marc Duez | Chrysler Viper GTS-R      |
| 8     | 500-km-Rennen auf dem A1-Ring A1-Ring                     | 26. August    | Rickard Rydell Peter Kox                        | Jamie Campbell-Walter | Rickard Rydell Peter Kox                          | Ferrari 550 GTS Maranello |
| 9     | 500-km-Rennen auf dem Nürburgring Nürburgring             | 9. September  | Rickard Rydell Peter Kox                        | Julian Bailey         | Jamie Campbell-Walter Mike Jordan                 | Lister Storm GTM          |
| 10    | 500-km-Rennen von Jarama Jarama                           | 30. September | Christophe Bouchut Jean-Philippe Belloc         | Christophe Bouchut    | Rickard Rydell Alain Menu                         | Ferrari 550 GTS Maranello |
| 11    | 500-km-Rennen von Estoril Estoril                         | 21. Oktober   | Luca Riccitelli Sascha Maassen                  | Jamie Campbell-Walter | Jeroen Bleekemolen Mike Hezemans                  | Chrysler Viper GTS-R      |

## Meisterschaftsergebnisse

### Punktesystem
Punkte wurden an die ersten 6 klassifizierten Fahrer in folgender Anzahl vergeben:
| Platz  | 1. | 2. | 3. | 4. | 5. | 6. |
| Punkte | 10 | 6  | 4  | 3  | 2  | 1  |

Die Teams erhielten für alle klassifizierten Rennwagen Punkte. Für eine Klassifizierung mussten die Fahrzeuge unter den ersten 6 Plätze fahren und mindestens 75 % der Renndistanz zurücklegen. Beim 24-Stunden-Rennen von Spa-Francorchamps wurde die doppelte Anzahl von Punkten vergeben.

### GT-Fahrerwertung
| Platz | Fahrer                 | MON | BRN | MAG | SIL | ZOL | HUN | SPA | A1R | NÜR | JAR | EST | Punkte |
| ----- | ---------------------- | --- | --- | --- | --- | --- | --- | --- | --- | --- | --- | --- | ------ |
| 1     | Christophe Bouchut     | 2   | 1   | 2   | 1   | 1   | 2   | 1   | 5   | 7   | 4   | 3   | 77     |
| 1     | Jean-Philippe Belloc   | 2   | 1   | 2   | 1   | 1   | 2   | 1   | 5   | 7   | 4   | 3   | 77     |
| 2     | Mike Hezemans          | DNS | 3   | DNF | DNF | 2   | 1   | DNF | 2   | 2   | DNF | 1   | 42     |
| 2     | Jeroen Bleekemolen     | DNS | 3   | DNF | DNF | 2   | 1   | DNF | 2   | 2   | DNF | 1   | 42     |
| 3     | Jamie Campbell-Walter  | 1   | 4   | 1   | DNF | DSQ | DNF |     | DNF | 1   | DNF | 2   | 39     |
| 4     | Vincent Vosse          | 3   | 2   | 3   | 4   | DNF | 5   | 4   | DNF | 4   | 2   | 13  | 34     |
| 5     | Boris Derichebourg     | 3   | 2   | 3   | 4   | DNF | 5   | DNF | DNF | 4   | 2   | 13  | 28     |
| 6     | Marc Duez              | 5   | 6   | 7   | DNF | 3   |     | 1   | DNF |     |     | DNF | 27     |
| 7     | Rickard Rydell         |     |     |     |     |     | DNF |     | 1   | 3   | 1   | 11  | 24     |
| 8     | Tom Coronel            | 1   |     | 1   | DNF | DSQ | DNF |     | DNF |     |     |     | 20     |
| 9     | Michael Bleekemolen    | DNS | DNF | 6   | 2   | DNF | 3   | DNF | 3   | DNF | DNF | 4   | 18     |
| 9     | Sebastiaan Bleekemolen | DNS | DNF | 6   | 2   | DNF | 3   | DNF | 3   | DNF | DNF | 4   | 18     |
| 10    | Peter Kox              |     |     |     |     |     |     |     | 1   | 3   |     | 5   | 16     |
| 11    | Claude-Yves Gosselin   | DNF |     | DNF | 3   | 4   | 9   | 5   | 6   | 5   | 6   | 6   | 16     |
| 12    | Anthony Kumpen         | DNF | DNF | DNF | 3   | DNF | 6   | 5   | 6   | 5   | 3   | DNF | 16     |
| 13    | Paul Belmondo          | 4   | 7   | DNF |     | 4   | 9   | 5   | 6   | 5   | 6   | DNF | 14     |
| 14    | Sébastien Bourdais     |     |     |     |     |     |     | 2   |     |     |     | DNF | 12     |
| 14    | Patrice Goueslard      |     |     |     |     |     |     | 2   |     |     |     |     | 12     |
| 14    | Sébastien Dumez        |     |     |     |     |     |     | 2   |     |     |     |     | 12     |
| 15    | Emmanuel Clérico       |     | DNF | DNF | 6   |     |     | 4   |     |     | 3   |     | 11     |
| 16    | Nicolaus Springer      | DNF | 9   | 5   | DNF | DNF | 4   |     | 4   | 6   | 5   | 7   | 11     |
| 16    | Julian Bailey          | DNF | 9   | 5   | DNF | DNF | 4   |     | 4   | 6   | 5   | 7   | 11     |
| 17    | Alain Menu             |     |     |     |     |     | DNF |     |     |     | 1   | 11  | 10     |
| 18    | Mike Jordan            |     |     |     |     |     |     |     |     | 1   |     |     | 10     |
| 19    | Robert Dierick         |     | 11  | DNF |     | DNF |     | 3   |     |     |     |     | 8      |
| 19    | Eric De Doncker        |     | 11  | DNF |     | DNF |     | 3   |     |     |     |     | 8      |
| 20    | Vincent Dupont         |     |     |     |     |     |     | 3   |     |     |     |     | 8      |
| 21    | Günther Blieninger     | 5   | 6   | 7   | DNF | 3   |     |     |     |     |     |     | 7      |
| 22    | Emanuele Naspetti      | DNF | 5   | 4   | 5   | DNF |     | DNF | DNF |     |     | DNF | 7      |
| 22    | Mimmo Schiattarella    | DNF | 5   | 4   | 5   | DNF |     |     |     |     |     |     | 7      |
| 23    | Bobby Verdon-Roe       |     |     |     |     |     |     |     |     |     | DNF | 2   | 6      |
| 24    | Éric Hélary            |     |     |     |     |     |     | 4   |     |     |     |     | 6      |
| 25    | Didier Defourney       | 4   | 7   | DNF | 6   | DNF | 6   | DNF |     |     |     |     | 5      |
| 26    | Tiago Monteiro         |     |     |     |     |     |     |     |     |     |     | 3   | 4      |
| 27    | Richard Dean           |     | 4   |     |     |     |     |     |     |     |     |     | 3      |
| 28    | Jean-Pierre Jarier     | DNF | 11  | DNF | 8   | 5   | 7   |     | DNF | 8   | 8   | 10  | 2      |
| 28    | François Lafon         | DNF | 11  | DNF | 8   | 5   | 7   |     | DNF | 8   | 8   | 10  | 2      |
| 29    | Oliver Gavin           |     |     |     |     |     |     |     |     |     |     | 5   | 2      |
| 30    | Wim Daems              | DNS | 8   | 9   | DNF | DNF | DNF | 6   |     | 9   | 7   | DNF | 2      |
| 31    | Georg Severich         |     |     |     |     |     |     | 6   |     | 9   |     |     | 2      |
| 32    | Bert Longin            |     |     |     |     |     |     | 6   |     |     |     | DNF | 2      |
| 33    | Luca Cappellari        | DNS | DNF | 8   | 7   | 6   | 8   |     | 7   | 11  | DNF | DNF | 1      |
| 33    | Gabrielle Matteuzzi    | DNS | DNF | 8   | 7   | 6   | 8   |     | 7   | 11  | DNF |     | 1      |
| 34    | Gabriele Sabatini      | 6   | 10  | DNS |     |     |     |     | DNF | 13  | DNF | 12  | 1      |
| 34    | Marco Spinelli         | 6   | 10  | DNS |     |     |     |     |     | 13  | DNF | 12  | 1      |
| 35    | Fabio Villa            | 6   |     |     |     |     |     |     |     |     |     |     | 1      |
| 35    | Luis Marques           |     |     |     |     |     |     |     |     |     |     | 6   | 1      |
| Platz | Fahrer                 | MON | BRN | MAG | SIL | ZOL | HUN | SPA | A1R | NÜR | JAR | EST | Punkte |

| Legende  | Legende            | Legende                                                          |
| Farbe    | Abkürzung          | Bedeutung                                                        |
| -------- | ------------------ | ---------------------------------------------------------------- |
| Gold     | –                  | Sieg                                                             |
| Silber   | –                  | 2. Platz                                                         |
| Bronze   | –                  | 3. Platz                                                         |
| Grün     | –                  | Platzierung in den Punkten                                       |
| Blau     | –                  | Klassifiziert außerhalb der Punkteränge                          |
| Violett  | DNF                | Rennen nicht beendet (did not finish)                            |
| Violett  | NC                 | nicht klassifiziert (not classified)                             |
| Rot      | DNQ                | nicht qualifiziert (did not qualify)                             |
| Rot      | DNPQ               | in Vorqualifikation gescheitert (did not pre-qualify)            |
| Schwarz  | DSQ                | disqualifiziert (disqualified)                                   |
| Weiß     | DNS                | nicht am Start (did not start)                                   |
| Weiß     | WD                 | zurückgezogen (withdrawn)                                        |
| Hellblau | PO                 | nur am Training teilgenommen (practiced only)                    |
| Hellblau | TD                 | Freitags-Testfahrer (test driver)                                |
| ohne     | DNP                | nicht am Training teilgenommen (did not practice)                |
| ohne     | INJ                | verletzt oder krank (injured)                                    |
| ohne     | EX                 | ausgeschlossen (excluded)                                        |
| ohne     | DNA                | nicht erschienen (did not arrive)                                |
| ohne     | C                  | Rennen abgesagt (cancelled)                                      |
| ohne     | keine WM-Teilnahme |                                                                  |
| sonstige | P/fett             | Pole-Position                                                    |
| sonstige | 1/2/3/4/5/6/7/8    | Punktplatzierung im Sprint-/Qualifikationsrennen                 |
| sonstige | SR/kursiv          | Schnellste Rennrunde                                             |
| sonstige | *                  | nicht im Ziel, aufgrund der zurückgelegten Distanz aber gewertet |
| sonstige | ()                 | Streichresultate                                                 |
| sonstige | unterstrichen      | Führender in der Gesamtwertung                                   |

### N-GT-Fahrerwertung
| Platz | Fahrer               | MON | BRN | MAG | SIL | ZOL | HUN | SPA | A1R | NÜR | JAR | EST | Punkte |
| ----- | -------------------- | --- | --- | --- | --- | --- | --- | --- | --- | --- | --- | --- | ------ |
| 1     | Christian Pescatori  | DNF | 2   | 1   | 1   | DNF | 1   | DNF | 1   | 8   | 1   | 3   | 60     |
| 1     | David Terrien        | DNF | 2   | 1   | 1   | DNF | 1   | DNF | 1   | 8   | 1   | 3   | 60     |
| 2     | Luca Riccitelli      | 2   | 1   | 2   | 3   | 3   | 9   | 1   | DNF | 6   | 2   | 15  | 57     |
| 3     | Dieter Quester       | 2   | 1   | 2   |     |     |     | 1   | DNF | 6   | 2   | 4   | 52     |
| 4     | Thierry Perrier      | 3   | 5   | 8   | DNF | 4   | 4   | 3   | 5   | 3   | DNF | 1   | 36     |
| 4     | Michel Neugarten     | 3   | 5   | 8   | DNF | 4   | 4   | 3   | 5   | 3   | DNF | 1   | 36     |
| 5     | Stéphane Ortelli     | 5   | 8   | 4   |     | 2   | 7   | 2   | 2   | 2   |     | 14  | 35     |
| 6     | Fabio Babini         | 4   | 9   | DNF | 2   | 1   | 3   | 5   | 7   | DNF | 3   | 5   | 33     |
| 7     | Sébastien Dumez      | 6   | 4   | 5   | 4   | DNF | 2   |     | 3   | 4   | 11  | 2   | 28     |
| 8     | Luigi Moccia         | 4   | 9   | DNF | 2   | 1   | 3   |     | 7   | DNF | 3   |     | 27     |
| 9     | Philipp Peter        | 1   |     | DNF |     | DNF | DNF | 5   | 6   | 1   |     | DNF | 25     |
| 10    | Patrice Goueslard    | 6   | 4   | 5   | 4   | DNF | 2   |     | 3   |     | 11  | 2   | 25     |
| 11    | Antonio García       |     |     |     |     |     | 6   | 1   |     |     | DNF | 4   | 24     |
| 12    | Norman Simon         |     |     |     |     |     |     | 1   |     |     |     |     | 20     |
| 13    | Cyrille Sauvage      |     |     |     |     |     |     | 2   |     |     | 4   |     | 15     |
| 14    | Andrea Chiesa        |     | 6   |     |     |     | DNF | 2   | DNF |     | DNF |     | 13     |
| 15    | Wolfgang Kaufmann    | 5   | 8   | 4   | DNF | 2   | 7   |     |     |     | 6   | 9   | 12     |
| 16    | Johnny Cecotto       | 1   | 6   |     |     |     |     |     |     |     |     |     | 11     |
| 17    | Marco Werner         |     |     |     |     |     |     |     |     | 1   |     |     | 10     |
| 18    | Robin Liddell        |     |     |     |     |     |     |     |     | 2   | 4   |     | 9      |
| 19    | Kurt Thiers          |     |     |     |     |     |     | 3   |     |     |     |     | 8      |
| 20    | Jürgen von Gartzen   | DNF | 3   | 9   | DNF |     | 9   |     | 10  | 5   |     | 6   | 7      |
| 21    | Bruno Eichmann       | DNF | 3   | 9   | DNF |     |     |     | 10  | 5   |     | 6   | 7      |
| 22    | Ni Amorim            |     |     |     |     |     |     |     | 2   |     |     |     | 6      |
| 23    | Steve O’Rourke       | DNF | 11  | 12  | 6   | DNF | 5   |     | 4   | 7   | 7   | DNF | 6      |
| 23    | Tim Sugden           | DNF | 11  | 12  | 6   | DNF | 5   |     | 4   | 7   | 7   | DNF | 6      |
| 24    | Thierry Depoix       |     |     |     |     |     |     | 4   |     |     |     |     | 6      |
| 24    | Philippe Haezebrouck |     |     |     |     |     |     | 4   |     |     |     |     | 6      |
| 24    | Toni Seiler          |     |     |     |     |     |     | 4   |     |     |     |     | 6      |
| 25    | Gianni Collini       | 8   | 13  | 6   | DNF | DNF |     | 5   | DNF | DNF |     |     | 5      |
| 26    | Tomáš Enge           |     | 7   | 3   |     |     |     |     |     |     |     |     | 4      |
| 27    | Justin Wilson        |     |     | 3   |     |     |     |     |     |     |     |     | 4      |
| 27    | Johnny Mowlem        |     |     |     | 3   |     |     |     |     |     |     |     | 4      |
| 27    | Andrea Boldrini      |     |     |     |     | 3   |     |     |     |     |     |     | 4      |
| 28    | Andrea Bertolini     | DNF | 12  | 11  | 8   | 5   | 8   |     | 9   | DNF | 5   | 11  | 4      |
| 29    | Jirko Malchárek      | DNF |     | 7   | 13  | 9   | 8   | 5   | 9   | DNF |     |     | 4      |
| 30    | André Ahrlé          |     |     |     |     |     | 10  |     |     | 4   |     |     | 3      |
| 31    | Laurent Cazenave     | DNF | 10  | 10  | 7   | 6   |     |     |     |     | 5   |     | 3      |
| 32    | Nigel Smith          | 7   | 14  | 7   | 11  | DNF | DNF |     | DNF | 9   | 8   | 5   | 2      |
| 33    | Batti Pregliasco     | DNF |     | DNF | 5   |     | 12  |     | 11  |     |     | 8   | 2      |
| 33    | Alberto Radaelli     | DNF | 12  | 11  | 8   | 5   |     |     |     |     |     |     | 2      |
| 34    | Andrea Garbagnati    | DNF |     | DNF | 5   |     | 12  | DNF | 11  | DNF | 9   |     | 2      |
| 35    | Jean-Luc Chéreau     |     |     | 5   |     |     | 10  |     |     |     |     |     | 2      |
| 36    | Giovanni Gulinelli   |     |     | 6   |     | DNF | 6   |     |     |     |     |     | 2      |
| 37    | Volkmar Polaski      |     |     |     |     |     |     | 6   |     |     |     |     | 2      |
| 37    | Andreas Kodsi        |     |     |     |     |     |     | 6   |     |     |     |     | 2      |
| 37    | Martin Warth         |     |     |     |     |     |     | 6   |     |     |     |     | 2      |
| 37    | Marino Franchitti    |     |     |     |     |     |     | 6   |     |     |     |     | 2      |
| 38    | Sylvain Noël         | DNF | 10  | 10  | 7   | 6   | DNF |     |     | 9   | 8   |     | 1      |
| 39    | Fabio Mancini        | 8   | 13  | 6   | DNF |     |     |     | DNF |     |     |     | 1      |
| 40    | Paco Orti            |     |     |     |     |     |     |     |     |     | 6   | 9   | 1      |
| 41    | Günther Blieninger   |     |     |     |     |     | 6   |     |     |     |     |     | 1      |
| 41    | Alessandro Zampedri  |     |     |     |     |     |     |     | 6   |     |     |     | 1      |
| Platz | Fahrer               | MON | BRN | MAG | SIL | ZOL | HUN | SPA | A1R | NÜR | JAR | EST | Punkte |

### GT-Teamwertung
| Platz | Team                       | MON | BRN | MAG | SIL | ZOL | HUN | SPA | A1R | NÜR | JAR | EST | Punkte |
| ----- | -------------------------- | --- | --- | --- | --- | --- | --- | --- | --- | --- | --- | --- | ------ |
| 1     | Larbre Compétition-Chereau | 2   | 1   | 2   | 1   | 1   | 2   | 1   | 5   | 7   | 4   | 3   | 89     |
| 1     | Larbre Compétition-Chereau |     |     |     |     |     |     | 2   |     |     |     | DNF | 89     |
| 2     | Team Carsport Holland      | DNS | 3   | 6   | 2   | 2   | 1   | DNF | 2   | 2   | DNF | 1   | 60     |
| 2     | Team Carsport Holland      | DNS | DNF | DNF | DNF | DNF | 3   | DNF | 3   | DNF | DNF | 4   | 60     |
| 3     | Lister Storm Racing        | 1   | 4   | 1   | DNF | DNF | 4   |     | 4   | 1   | 5   | 2   | 50     |
| 3     | Lister Storm Racing        | DNF | 9   | 5   | DNF | DSQ | DNF |     | DNF | 6   | DNF | 7   | 50     |
| 4     | Paul Belmondo Racing       | 3   | 2   | 3   | 4   | DNF | 5   | 4   | 6   | 4   | 2   | 13  | 46     |
| 4     | Paul Belmondo Racing       | 4   | DNF | DNF | 6   | DNF | 6   | DNF | DNF | 5   | 3   | DNF | 46     |
| 5     | Prodrive Allstars          |     |     |     |     |     | DNF |     | 1   | 3   | 1   | 11  | 24     |
| 6     | Team Rafanelli             | 5   | 5   | 4   | 5   | 3   |     | DNF | DNF |     |     |     | 14     |
| 6     | Team Rafanelli             | DNF | 6   | 7   | DNF | DNF |     |     |     |     |     |     | 14     |
| 7     | Paul Belmondo Competition  | DNF | 7   | DNF | 3   | 4   | 9   | 5   |     |     | 6   | 6   | 13     |
| 8     | Silver Racing              |     | 12  | DNF |     | DNF |     | 3   |     |     |     |     | 8      |
| 9     | Team ART                   | DNF | 11  | DNF | 8   | 5   | 7   |     | DNF | 8   | 8   | 10  | 2      |
| 10    | Reiter Engineering         |     |     |     |     | DNF | DNF |     | DNF | 12  |     | 5   | 2      |
| 11    | GLPK Racing                | DNS | 8   | 9   | DNF | DNF | DNF | 6   |     | 9   | 7   | DNF | 2      |
| 12    | Racing Box                 | DNS | DNF | 8   | 7   | 6   | 8   |     | 7   | 11  | DNF | DNF | 1      |
| 13    | Autorlando Sport           | 6   | 10  | DNS |     |     |     |     | DNF | 13  | DNF | 12  | 1      |
| 14    | PSI Motorsport Team        |     |     |     |     | 7   |     | DNF |     | 10  | DNF |     | 0      |
| 14    | Proton Competition         | DNF | 13  | DNF | 9   | DNF | DNF |     | NC  | DNS | NC  | 8   | 0      |
| 14    | Proton Competition         |     |     |     |     |     |     |     |     |     | DNF | 9   | 0      |
| 14    | Wieth Racing               |     | DNF | DNF |     |     | DNF |     |     | 14  |     |     | 0      |
| 14    | Bovi Racing                |     |     |     |     |     | DNF |     |     |     |     |     | 0      |
| Platz | Team                       | MON | BRN | MAG | SIL | ZOL | HUN | SPA | A1R | NÜR | JAR | EST | Punkte |

| Legende  | Legende            | Legende                                                          |
| Farbe    | Abkürzung          | Bedeutung                                                        |
| -------- | ------------------ | ---------------------------------------------------------------- |
| Gold     | –                  | Sieg                                                             |
| Silber   | –                  | 2. Platz                                                         |
| Bronze   | –                  | 3. Platz                                                         |
| Grün     | –                  | Platzierung in den Punkten                                       |
| Blau     | –                  | Klassifiziert außerhalb der Punkteränge                          |
| Violett  | DNF                | Rennen nicht beendet (did not finish)                            |
| Violett  | NC                 | nicht klassifiziert (not classified)                             |
| Rot      | DNQ                | nicht qualifiziert (did not qualify)                             |
| Rot      | DNPQ               | in Vorqualifikation gescheitert (did not pre-qualify)            |
| Schwarz  | DSQ                | disqualifiziert (disqualified)                                   |
| Weiß     | DNS                | nicht am Start (did not start)                                   |
| Weiß     | WD                 | zurückgezogen (withdrawn)                                        |
| Hellblau | PO                 | nur am Training teilgenommen (practiced only)                    |
| Hellblau | TD                 | Freitags-Testfahrer (test driver)                                |
| ohne     | DNP                | nicht am Training teilgenommen (did not practice)                |
| ohne     | INJ                | verletzt oder krank (injured)                                    |
| ohne     | EX                 | ausgeschlossen (excluded)                                        |
| ohne     | DNA                | nicht erschienen (did not arrive)                                |
| ohne     | C                  | Rennen abgesagt (cancelled)                                      |
| ohne     | keine WM-Teilnahme |                                                                  |
| sonstige | P/fett             | Pole-Position                                                    |
| sonstige | 1/2/3/4/5/6/7/8    | Punktplatzierung im Sprint-/Qualifikationsrennen                 |
| sonstige | SR/kursiv          | Schnellste Rennrunde                                             |
| sonstige | *                  | nicht im Ziel, aufgrund der zurückgelegten Distanz aber gewertet |
| sonstige | ()                 | Streichresultate                                                 |
| sonstige | unterstrichen      | Führender in der Gesamtwertung                                   |

### N-GT-Teamwertung
| Platz | Team                       | MON | BRN | MAG | SIL | ZOL | HUN | SPA | A1R | NÜR | JAR | EST | Punkte |
| ----- | -------------------------- | --- | --- | --- | --- | --- | --- | --- | --- | --- | --- | --- | ------ |
| 1     | JMB Competition            | DNF | 2   | 1   | 1   | DNF | 1   | DNF | 1   | 8   | 1   | 3   | 62     |
| 1     | JMB Competition            | DNF |     | DNF | 5   |     | 12  |     | 11  | DNF | 9   | 8   | 62     |
| 2     | RWS Motorsport             | 2   | 1   | 2   | 3   | 3   | 6   | 1   | DNF | 6   | 2   | 4   | 62     |
| 2     | RWS Motorsport             | 8   | 13  | 6   | DNF | DNF | 9   |     | DNF | DNF | DNF | 15  | 62     |
| 3     | Freisinger Motorsport      | 5   | 8   | 4   | 11  | 2   | 7   | 2   | 2   | 2   | 4   | 13  | 38     |
| 3     | Freisinger Motorsport      | 7   | 14  | 7   | Ret | 8   |     | DNF | 8   | 10  |     | 14  | 38     |
| 4     | ART Engineering            | 4   | 9   | 11  | 2   | 1   | 3   | 5   | 7   | DNF | 3   | 5   | 37     |
| 4     | ART Engineering            | DNF | 12  | DNF | 8   | 5   | 8   |     | 9   | DNF | 5   | 11  | 37     |
| 5     | Perspective Racing         | 3   | 5   | 8   | DNF | 4   | 4   | 3   | 5   | 3   | DNF | 1   | 36     |
| 6     | Larbre Compétition-Chereau | 6   | 3   | 5   | 4   | DNF | 2   |     | 3   | 4   | 11  | 2   | 32     |
| 6     | Larbre Compétition-Chereau | DNF | 4   | 9   | DNF |     | 10  |     |     |     |     |     | 32     |
| 7     | Autorlando Sport           | 1   | 6   | DNF |     | DNF | DNF |     | 6   | 1   | DNF | DNF | 22     |
| 8     | EMKA Racing                | DNF | 11  | 12  | 6   | DNF | 5   |     | 4   | 7   | 7   | DNF | 6      |
| 9     | Freisinger Racing          | 13  | DNF | 13  | 10  | DNS | DNF | 4   | 12  | 11  | DNF | 10  | 6      |
| 9     | Freisinger Racing          |     |     |     |     |     |     |     |     | 16  |     |     | 6      |
| 10    | Coca-Cola Racing Team      | 11  | 7   | 3   | 13  | 9   |     |     |     |     |     |     | 4      |
| 10    | Coca-Cola Racing Team      | DNF | 15  | DNS |     |     |     |     |     |     |     |     | 4      |
| 11    | JVG Racing                 |     |     |     |     |     |     |     | 10  | 5   |     | 6   | 3      |
| 12    | DD Racing                  |     |     |     |     |     |     | 6   |     |     |     |     | 2      |
| 13    | Haberthur Racing           | 9   | 10  | 10  | 7   | 6   | DNF | DNS | DNF | 9   | 8   |     | 1      |
| 13    | Haberthur Racing           | DNF |     |     | 9   | DNF | DNF |     |     |     |     |     | 1      |
| 14    | Escuderia Bengala          |     |     |     |     |     |     |     |     |     | 6   | 9   | 1      |
| 15    | MAC Racing                 | 10  |     | 14  | 12  | 7   | 13  |     | 13  |     | 10  | 12  | 0      |
| 15    | MAC Racing                 | 12  |     |     |     |     | DNF |     |     |     | DNF |     | 0      |
| 15    | Gammon Megaspeed           |     |     |     |     | 10  | 11  | 7   |     |     |     |     | 0      |
| 15    | Peter Kutemann             |     |     |     |     |     |     |     |     |     |     | 7   | 0      |
| 15    | Jürgen Alzen Motorsport    |     |     |     |     |     |     |     |     | 12  |     |     | 0      |
| 15    | Jürgen Alzen Motorsport    |     |     |     |     |     |     | DNF |     |     |     |     | 0      |
| 15    | Philippe Brocard           |     |     |     |     |     |     |     |     |     |     | DNF | 0      |
| Platz | Team                       | MON | BRN | MAG | SIL | ZOL | HUN | SPA | A1R | NÜR | JAR | EST | Punkte |